# Köprübaşı, Bünyan
Köprübaşı là một xã thuộc huyện Bünyan, tỉnh Kayseri, Thổ Nhĩ Kỳ. Dân số thời điểm năm 2008 là 860 người.